# Отпуск Святого
«Отпуск Святого» (англ. The Saint's Vacation) — детективный шпионский фильм режиссёра Лесли Фентона, который вышел на экраны в 1941 году.
Это седьмой из девяти фильмов, созданных компанией RKO Pictures о добровольном борце с преступностью Саймоне Темпларе по прозвищу Святой, образ которого создал британский детективный писатель Лесли Чартерис. В этом фильме роль Святого впервые исполняет британский актёр Хью Синклер. Это также первый фильм киносериала, который был произведён в Великобритании, его выпустило британское подразделение голливудской кинокомпании RKO Pictures.
Фильм основан на романе Чартериса 1932 года «Побег» (англ. Getaway). В отличие от других фильмов серии о Святом, Чартерис сам стал соавтором сценария, при этом изначальная история романа подверглась значительной переработке. В данном случае время действия было сдвинуто на период Второй мировой войны, а отрицательными персонажами истории стали нацисты. В фильме также отсутствует какая-либо связь с более ранними книгами Чартериса «Последний герой» и «Рыцарь Темплар», с которыми роман «Побег» составлял трилогию.
В этой картине Саймон Темплар, он же Святой (Хью Синклер) со своим другом Монти Хейвордом (Артур Макрей) прибывает на отдых в Швейцарию. Случайно оказавшись на месте преступления, Святой получает в свои руки музыкальную шкатулку, за которой охотятся как нацистские агенты во главе с Рудольфом Хаузером (Сесил Паркер), так и оперативница британской секретной службы Валери (Льюин Макграт). Святой начинает собственное расследование происходящего, в чём ему помогают Монти и девушка-репортёр Мэри Лэнгдон (Сэлли Грей). Следует череда приключений с обманом и предательством, грабежами и перестрелками, заключением в тюрьму и захватом заложников, пытками и погонями, однако в конце концов Саймон со своими друзьями доставляет музыкальную шкатулку, содержащую зашифрованную схему стратегически важного звукового детектора, представителю военного ведомства Великобритании в Лондоне.
Несмотря на жёсткий производственный график и скромный бюджет, фильм добился коммерческого успеха и был высоко оценен критикой за увлекательный и изобретательный сюжет, а также за актёрскую игру, в том числе, исполнителей второго плана.

## Сюжет
Британский аристократ Монти Хейворд (Артур Макрэй), друг знаменитого сыщика-любителя Саймона Темплара (Хью Синклер), известного как Святой, собирается вместе с ним провести отпуск в Швейцарии, однако его сборам постоянно мешают представители прессы, желающие узнать новости о Святом. В порту Дувра толпа журналистов, среди них Мэри Лэнгдон (Сэлли Грэй), ожидает появления Саймона, полагая, что он отправляется за рубеж на какое-то важное дело. Тем временем Саймон, загримировавшись под француза с бородой и пенсне, приезжает в порт и спокойно поднимается на корабль. Видя отплывающих на корабле Саймона и Монти, Мэри быстро собирает вещи и вылетает на ближайшем самолёте вдогонку за ними. Проехав в погоне за Саймоном и Монти через несколько европейских городов, Мэри наконец, находит их в швейцарской гостинице «Реджина». В ресторане гостиницы Саймон и Монти сначала нехотя приглашают её за свой столик, но в итоге Саймон разрешает журналистке сопровождать их, предупреждая, что они приехали исключительно ради отдыха. В этот момент Саймон замечает в зале свою старую знакомую Валери (Лоин Макграт) и направляется, чтобы поприветствовать её, но та делает вид, что они не знакомы, и уходит. Вернувшись за свой столик, Саймон наблюдает за Валери, которая встречает мужчину, которого называет Грегори (Джон Уорик). Они убегают из ресторана, и уже на улице Валери просит Грегори как можно скорее уехать. Саймон видит, как тот уезжает на своей машине, и вскоре за ним следует известный ему международный преступник Рудольф Хаузер (Сесил Паркер), который также следил за Грегори. Саймон предлагает Мэри и Монти на лесную прогулку, рассказывая журналистке о Хаузере, с которым сталкивался по некоторым крупным делам. Тем временем Грегори передаёт своему коллеге Эмилю (Айвор Бернард) коробку и высаживает его из машины, а сам быстро уезжает. Хаузер замечают это, посылая своих людей за выпрыгнувшим из машины, а сам продолжает преследовать Грегори. Прогуливаясь по лесу, Саймон замечает, как трое мужчин настигают Эмиля с коробкой и избивают его. Саймон направляется, чтобы помочь ему, и не без помощи Мэри и Монти расправляется с тремя громилами. Когда появляется полиция, Саймон берёт на руки избитого Эмиля с коробкой и убегает вместе с ним и Мэри, поручая Монти отвлечь полицейских.
По возвращении в гостиницу Саймон укладывает раненого на кровать, после чего вскрывает его сумку с подарочной коробкой внутри. Саймон приковывает Эмиля наручниками к кровати, а затем направляется в соседнюю комнату, чтобы вскрыть коробку. Появляется Монти, который убежал от полицейских, и Саймон предполагает, что избивавшие Эмиля люди тоже могли быть полицейскими. После этих слов Монти, разъярённый таким началом отпуска, уходит в бар, в Саймон пытается вскрыть коробку. Когда ему это не удаётся, он направляется в спальню за помощью к раненому мужчине. Там он видит, что окно распахнуто настежь, а Эмиль зарезан. В этот момент в номер заходят Хаузер и его сообщник Марко (Мэннинг Уайли), которые, угрожая оружием, забирают коробку и убегают. Взяв свой пистолет, Саймон преследует их, успевая незаметно запрыгнуть на задний бампер их машины. Они приезжают в замок, где Саймон незаметно пробирается к окну кабинета, откуда наблюдает за тем, как Хаузер допрашивает Грегори о том, как открыть коробку. Когда Хаузер угрожает разрубить её и берёт топор, Грегори сам открывает коробку. Заглянув внутрь, Хаузер не может понять, что там такое, не знает этого и Грегори. В этот момент в кабинете появляется Саймон с пистолетом в руке, требуя отдать коробку ему. Затем он звонит Мэри, назначая ей встречу на повороте на Сен-Галлен. Воспользовавшись моментом, Хаузер вместе с Марко убегает через потайную дверь. Затем они открывают огонь по Саймону, и, он, отстреливаясь, пытается бежать на машине, однако Хаузер запирает ворота замка. Саймон прячется в багажнике машины, а Хаузер и Марко, думая, что преследуют Саймона, доезжают до поворота на Сен-Галлен. На повороте Саймон выбирается из багажника и, угрожая пистолетом, разоружает их. Хаузер предлагает Саймону работать вместе и разделить прибыль, но Саймон отказывается.
К ним подъезжает машина, из которой выходит Монти в форме швейцарского полицейского. Он забирает коробку и отдаёт её Хаузеру, затем надевает на Саймона наручники и увозит его на своей машине. По дороге Саймон сообщает, что успел вынуть содержимое из коробки. Оказавшаяся в машине Мэри требует немедленно показать, что там было, и снимает с Саймона наручники. Они останавливаются в ближайшей гостинице, где в номере открывают коробку. Выясняется, что там находится музыкальная шкатулка, играющая простую мелодию. Так ничего не поняв, все расходятся спать. Не в состоянии уснуть, Саймон решает ещё раз посмотреть музыкальный барабан в шкатулке. Когда он прокатывает его по листу бумаги, тот своими насечками оставляет след, являющийся неким секретным кодом. В тот момент, когда Саймон показывает код Монти и Мэри, ему звонит Валери, которая просит разрешения зайти в его номер. Саймон отправляет Монти со шкатулкой и пистолетом в ванную, а сам готовится принять Валери. Она просит извинения, что не узнала его вчера в ресторане, а затем спрашивает, зачем он прибыл сюда, обвиняя его в том, что он вмешивается в её дела и разрушает её планы. Затем она требует отдать ей коробку, которую Саймон украл из замка. Ничего не объясняя, Валери утверждает, что коробка принадлежит ей. Когда Саймон заявляет, что у него нет коробки, Валери угрожает ему, что в таком случае живым он из этой гостиницы не выйдет. Саймон выходит в холл, чтобы отправить коробку себе с помощью гостиничной почты, но в холле за ним следит человек Хаузера, и он направляется на улицу. Когда его окружают люди Хаузера, Саймон прикидывается слепым и просит полицейского сопроводить его в почтовое отделение, где оформляет отправление коробки.
Хаузер и Марко следят за мешками с почтовыми отправлениями, которые грузят на поезд. Когда Саймон садится на этот же поезд, вслед за ним садятся Хаузер и Марко. В поезде Валери заходит в купе к Саймону, Монти и Мэри. Она приглашает Саймона в своё купе, снова предупреждая его об опасности. Тем временем Грегори следит за Хаузером и его людьми, которые под угрозой оружия заставляют проводника впустить их в багажное отделение. Когда Марко начинает обыскивать мешки, появляется Грегори, который стреляет в Хаузера. Начинается перестрелка, в ходе которой Грегори получает ранение. Когда Грегори прекращает стрелять, Марко находит коробку и передаёт её Хаузеру. Раненый Грегори заходит в купе к Монти и Мэри, которая зовёт Саймона. Вместе с ним прибегает и Валери.
Поезд прибывает на станцию, где, как заявляет Саймон, вся полиция подчиняется Хаузеру. Однако, как он замечает, коробка, которая оказалась у Хаузера, бесполезна. На станции по указанию Хаузера полиция арестовывает Саймона за убийство Эмиля, которого тот прошлой ночью занёс в свой гостиничный номер. Тем временем Хаузер садится в машину, где открывает коробку. Там оказываются бутылочки с лекарствами, и Хаузер понимает, что Саймон обманул его. Выйдя на станцию, Хаузер вместе с Марко задерживает и похищает Монти, и это замечает Мэри. Она немедленно приезжает в полицейский участок, где, представившись женой Саймона, требует немедленной встречи с ним. Уточнив, что она была вместе с Саймоном в гостинице «Реджина», начальник полиции арестовывает её как соучастницу убийства и помещает её в его камеру. Мэри рассказывает Саймону, что она вместе с Монти отвезла Грегори на квартиру к Валери, которая говорила о том, собирается немедленно отправиться в Великобританию. Мэри также сообщает, что Монти оказался в руках Хаузера. Саймон в свою очередь говорит, что спрятал музыкальную шкатулку в чемодане Монти. В этот момент Хаузер звонит Саймону в тюрьму, сообщая, что захватил Монти, однако, как понимает из разговора Саймон, Хаузер не обнаружил коробку. Не добившись от Саймона ничего конкретного, Хаузер с помощью Марко пытается выбить из Монти информацию о местонахождении коробки, однако это не даёт никаких результатов.
Тем временем Саймон возвращается в камеру, сообщая Мэри, что на их счастье Хаузер ещё не нашёл коробку. Понимая, что ему нужно как можно скорее добраться до Хаузера, Саймон решает бежать. Он берёт газету и с помощью неё устраивает в камере пожар. Пока тюремщики тушат пламя, сквозь дымовую завесу Саймон вместе с Мэри проскальзывают мимо них и уезжают на машине Мэри. Саймон появляется у Хаузера, предлагая ему информацию о местонахождении коробки. В обмен он просит снять с него все подозрения полиции и освободить Монти. Хаузер соглашается на условия Саймона и отпускает Монти. Когда Мэри и Монти уже едут в машине в аэропорт, чтобы вылететь в Париж, Мэри подтверждает Саймону, что шкатулка всё ещё находится в чемодане Монти. Выждав определённое время, Саймон сообщает Хаузеру, что коробка всё время находилась в вещах Монти и сейчас она покидает страну. Когда Хаузер напоминает Саймону, что тот находится у него в плену, Саймон отвечает, что располагает информацией о том, что Хаузер убил Эмиля, ограбил почту, ранил Грегори и подкупил полицию. После этих слов Саймон спокойно удаляется.
Когда Саймон возвращается в Лондон, в порту его встречает группа репортёров, а также инспектор Тил (Гордон Маклеод), который доставляет Саймона, Мэри и Монти в полицейское управление. Саймон передает музыкальную шкатулку представителю военного министерства Чарльзу Лейтону (Феликс Эйлмер), который благодарит его за проделанную работу. Затем в кабинете появляется Валери, которая, как оказывается, работает на военное ведомство Великобритании. Она также благодарит Монти и Саймона. Затем Лейтон объясняет, что расположение насечек на музыкальном цилиндре шкатулки образует схему самого свершенного звукового детектора в мире. Мэри хочет дать информацию об их приключении в газету, однако Лейтон объясняет, что всё это сугубо секретно. После этого Саймон приглашает Валери и Мэри на обед в ресторан.

## В ролях
- Хью Синклер — Саймон Темплар, он же Святой
- Сэлли Грэй — Мэри Лэнгтон
- Артур Макрэй — Монти Хэйуард
- Сесил Паркер — Рудольф Хаузер
- Лоин Макграт — Валери
- Джон Уорик — Грегори
- Мэннинг Уайли — Марко
- Фнликс Эйлмер — Чарльз Лейтон
- Айвор Бернард — Эмиль
- Гордон Маклеод — инспектор Тил

## Создатели фильма и исполнители главных ролей
Режиссёр фильма Лесли Фентон родился в Великобритании, но в детстве переехал в США. В 1923 году он начал карьеру киноактёра, сыграв вплоть до 1938 года в 58 фильмах. С 1939 по 1951 год он работал как режиссёр, поставив за это период 14 фильмов, среди которых детективная мелодрама «Не рассказывай сказок» (1939), фильм нуар «Сайгон» (1947), вестерны «Тихоня Смит» (1948) и «Улицы Ларедо» (1949).
Это было первое исполнение роли Святого британским актёром Хью Синклером, перенявшим её у Джорджа Сандерса, который стал играть в другом киносериале студии RKO Pictures детектива-любителя по прозвищу Сокол. В своей книге 1992 года «Святой: полная история в печати, на радио, в кино и на телевидении» американский искусствовед Берл Барер (англ. Burl Barer) написал: «Когда британского театрального актёра Синклера пригласили заменить Джорджа Сандерса в роли Святого в экранизации романа Чартериса „Побег“, у него были усы, красивый голос и абсурдная стрижка». По мнению Барера, «в первой сцене с Артуром Макрэем Синклер выглядит неловко, а его манера держаться и говорить кажутся странными, хотя его бесцеремонность не так цинична, как у Сандерса». Как полагает искусствовед, «наделенный чудесным голосом, Хью Синклер стал бы отличным Святым на радио». Позднее Синклер вновь сыграл Святого в фильме «Святой встречает тигра» (1941), поставленному по роману Чартериса «Знакомьтесь — тигр!». Среди других картин Синклера — мелодрама «Они были сёстрами» (1945), детективная мелодрама «Коридор зеркал» (1948) и фильм нуар «Круг опасности» (1951).
Ранее в том же году Сэлли Грей уже сыграла в фильме о Святом — «Святой в Лондоне» (1939), где её партнёром был Джордж Сандерс. Среди других заметных картин актрисы — криминальный триллер «Окно в Лондоне» (1940), криминальная комедия «Зелёный значит опасность» (1946), фильмы нуар «Они сделали меня беглецом» (1947) и «Наваждение» (1949).

## История создания фильма
Это седьмой из девяти полнометражных фильмов цикла RKO Pictures о Святом.
В основу сценария фильма положен роман британского детективного писателя Лесли Чартериса «Побег» (англ.  Getaway), который впервые был издан в 1932 году. Это единственный случай в киноцикле, когда Чартерис принял активное участие в написании сценария фильма по своей книге. Сценарий довольно точно следует роману. Вместе с тем, в него внесены существенные изменения. В частности, время действия перенесено во времена Второй мировой войны, а злодеями стали нацисты.
В начале 1940-х годов британское правительство приняло «Закон о кино», согласно которому вдвое сокращалась сумма доходов, которую американская кинокомпания могла вывезти из страны, а остальные 50 % превращались в «замороженные активы» под эгидой британского казначейства. Как и другие иностранные киностудии, RKO Pictures могла получить доступ к этим средствам только за счет расширения производства своих фильмов в Великобритании. Естественным выбором для этого был самый «англоцентричный» из текущих проектов студии, сериал про Святого, производство которого перенесли на британское подразделение RKO Radio British Productions, Ltd.
В феврале 1941 года журнал «Голливуд Репортер» сообщил, что студия решила остановить производство картин о Святом в Америке и поручила продюсеру Уильяму Систрому (англ. William Sistrom) приступить к съёмкам сериала в Лондоне с британскими актёрами.
Рабочее название этого фильма — «Побег» (англ.  Getaway).
Фильм находился в производстве в 1941 году на британской студии D & P Studios и был выпущен на экраны 9 мая 1941 года.
В фильме занята целая группа британских актёров, включая исполнителей главных ролей Хью Синклера (его дебют в роли Святого) и Сэлли Грэй, а также исполнителей ролей второго плана Сесила Паркера, Феликса Эйлмера и других.

## Скандал вокруг фильма
Историк кино Берл Барер отмечает, что фильм основан на романе британского писателя Лесли Чартериса «Бегство Святого». Согласно его соглашению с RKO Pictures, Чартерис получил 10 000 долларов за права на свою книгу, а также дополнительные 3000 долларов за сценарий, который дорабатывал студийный сценарист Джеффри Делл. Первоначально в публичной рекламе фильма в качестве сценариста был указан только Делл, что вызвало возмущение Чартериса. Как позднее Чартерис написал своему адвокату: Картина была моей собственной адаптацией для экрана моего собственного романа «Бегство», который RKO приобрела за некоторое время до того, как я написал сценарий. Излишне говорить, что эта адаптация максимально точно соответствовала оригинальной книге… Когда в то время обсуждались экранные титры, я на словах понял, что в них будет указано: «Экранизация Лесли Чартериса по его собственному роману „Бегство“. Как вы видите, в рекламе первоисточник также даже не упоминается». Хотя в последующие рекламные материалы и экранные титры были внесены соответствующие изменения, Чартерис выстроил против RKO дело с целым перечнем претензий. Как полагает Миллер, «причина этого заключалась в том, что Чартерис хотел расторгнуть со студией контракт, вернув себе право продавать своего персонажа другим студиям». Главная же претензия заключалась в том, что RKO запустила конкурирующую серию фильмов с участием похожего детектива по прозвищу Сокол, которого стал играть бывший Святой — Джордж Сандерс.
После этого фильма вышел ещё один фильм с Хью Синклером в роли Святого — «Святой встречает тигра» (1943). Однако к этому времени студия RKO уже переключила большую часть своего внимания на сериал о Соколе. Как отмечает Миллер, «решающим фактором, без сомнения, были деньги — создатель образа Сокола, британский писатель Майкл Арлен взял всего 3000 долларов за адаптацию, что составляет менее трети гонорара, который брал за фильм Чартерис».

## Оценка фильма критикой
Как отмечает современный историк кино Хэл Эриксон, «несмотря на то, что фильм делался по британской квоте и на скорую руку, он принёс хорошие коммерческие результаты как в Великобритании, так и в США».
После выхода фильма на экраны обозреватель «Нью-Йорк Таймс» Теодор Штраус написал, в частности, следующее: «Не позволяйте названию фильма… ввести вас в заблуждение. Если мы правильно помним, почти каждое из предыдущих столкновений Святого с судьбой начиналось примерно в то время, когда он собирал свою бритву и зубную щётку для творческого отпуска. …Не то, чтобы нынешние неприятности Святого из-за таинственной маленькой музыкальной шкатулки были самыми захватывающими из его приключений. Но Святой в действии в любое время создает приятное развлечение…» Что касается замены исполнителя роли Святого, Штраус посчитал, что «Хью Синклеру, который сейчас играет эту роль, немного не хватает сардонической учтивости Джорджа Сандерса, тем не менее, он отличный парень». По мнению Миллера, картину заметно оживляют «довольно восхитительный» сценарий, «яркие исполнители ролей второго плана» и «хитроумные интриги».